# Concert per a trompeta (Weinberg)
El Concert per a trompeta en si bemoll major, op. 94, vas ser compost per Mieczysław Weinberg entre 1966 i 1967. Es va estrenar a la Sala Gran del Conservatori de Moscou el 6 de gener de 1968 per Timofei Dokxitser i l'Orquestra Filharmònica de Moscou dirigida per Kiril Kondraixin.

## Moviments
Amb una durada de 22 minuts, consta de tres moviments, els dos darrers es toquen seguits:
- I Études (Allegro molto)
- II Épisodes (Andante)
- III Fanfares (Andante—Allegro)